# Криваві ляльки
«Криваві ляльки» (англ. Blood Dolls) — американський фільм жахів 1999 року.

## Сюжет
Мільйонер Вірджіл Тревіс свого часу народився виродком з маленькою головою. У зв'язку з цим йому довелося приховувати свою голівку за маскою. З роками в ньому накопичувалися біль, злість і ненависть до оточуючих його людей, і ось в один «прекрасний» день він пішов по стежці зла, почавши розправлятися з тими, хто його образив або чимось не сподобався. У цьому йому стали допомагати вірний помічник містер Маскаро, що носить грим клоуна, і карлик на ім'я Хайлас, основним обов'язком якого є керування ув'язненною дівочою рок-групою, що тішать слух Тревіса в ті моменти, коли йому погано. Але й цього йому здалося замало — щоб не відчувати себе самотнім у власній потворності, він почав за допомогою спеціального приладу робити з людей живих ляльок маленького розміру, а потім управляти ними, підштовхуючи їх до вбивств і інших злих діянь.

## У ролях
- Джек Метьюрін — Вірджіл Тревіс
- Дебра Майєр — Мойра Юлін
- Білл Бернс — містер Маскаро
- Воррен Дрейпер — Харрісон Юлін
- Ніколас Ворт — Джордж Ворбек
- Джоді Фішер — Мерсі Шоу
- Філ Фондакаро — Хайлас
- Наомі МакКлюр — Сінді Аджамі
- Джек Форбс — Сквайр
- Джейсон Пейс — Говард Лофтус
- Дж. Параді — Ширлі
- Ванеса Талор — Cotton Baby
- Івет Лера — Razor Baby
- Персія Вайт — Black Baby
- Метт Корбей — Ворбек охоронець
- Бет Фішер — жінка охоронець
- Меррітт Бейлі — охоронець 1
- Річард Екс — охоронець 2
- Майк МакДаффі — охоронець 3
- Джон Хендлер — охоронець